# John W. Leedy
John Whitnah Leedy, född 4 mars 1849 i Richland County, Ohio, död 24 mars 1935 i Edmonton, Alberta, var en amerikansk politiker (Populistpartiet). Han var Kansas guvernör 1897–1899.
Leedy försökte anmäla sig som frivillig till nordstatsarmén under amerikanska inbördeskriget men blev inte godkänd efter moderns protester att han som fjortonårig var för ung. Till Populistpartiet anslöt han sig i samband med partiets grundande och blev 1892 invald i Kansas senat. Guvernörsvalet 1896 vann han som populisternas och demokraternas gemensamma kandidat.
Leedy efterträdde 1897 Edmund N. Morrill som Kansas guvernör och efterträddes 1899 av William E. Stanley.
Leedy avled 1935 och gravsattes på Edmonton Municipal Cemetery i Edmonton.